# Неполодское сельское поселение
Неполодское се́льское поселе́ние — упразднённое муниципальное образование в Орловском районе Орловской области Российской Федерации.
Административный центр — деревня Жилина.

## История
Статус и границы сельского поселения установлены Законом Орловского области от 28 декабря 2004 года № 466-ОЗ «О статусе, границах и административных центрах муниципальных образований на территории Орловского района Орловской области».
Законом Орловской области от 04.05.2021 № 2596-ОЗ к 15 мая 2021 года упразднено в связи с преобразованием муниципального района в муниципальный округ.

## Население
| 2010  | 2012  | 2013  | 2014    | 2015  | 2016  | 2017  |
| ----- | ----- | ----- | ------- | ----- | ----- | ----- |
| 8009  | ↗8415 | ↗8818 | ↗9068   | ↗9109 | ↗9152 | ↗9197 |
| 2018  | 2019  | 2020  | 2021    |       |       |       |
| ↗9207 | ↗9296 | ↗9594 | ↗14 004 |       |       |       |

## Состав сельского поселения
| №  | Населённый пункт | Тип населённого пункта          | Население |
| -- | ---------------- | ------------------------------- | --------- |
| 1  | Белоберёзовский  | посёлок                         | ↘499      |
| 2  | Булановка        | деревня                         | 53        |
| 3  | Вязковский       | посёлок                         | 26        |
| 4  | Горки            | посёлок                         | 15        |
| 5  | Жилина           | деревня, административный центр | ↗6915     |
| 6  | Зелёный Шум      | посёлок                         | 38        |
| 7  | Касьяновка       | деревня                         | ↗101      |
| 8  | Кондырева        | деревня                         | ↗121      |
| 9  | Красный Октябрь  | посёлок                         | 33        |
| 10 | Лыковский        | посёлок                         | 5         |
| 11 | Мерцалова        | деревня                         | 85        |
| 12 | Неполодь         | посёлок                         | ↘183      |
| 13 | Нижняя Лужна     | деревня                         | ↗1119     |
| 14 | Новосёлово       | деревня                         | ↘383      |
| 15 | Овражная         | деревня                         | 4         |
| 16 | Паньково         | деревня                         | ↗182      |
| 17 | Пашково          | деревня                         | ↘54       |
| 18 | Плещеево         | село                            | ↗1331     |
| 19 | Распопова        | деревня                         | 16        |
| 20 | Соловецкий       | посёлок                         | 1         |
| 21 | Стальной Конь    | посёлок                         | ↘667      |
| 22 | Тайное           | деревня                         | ↗279      |
| 23 | Труфаново        | деревня                         | 8         |
| 24 | Цветынь          | деревня                         | 39        |

## Наука
Всероссийский научно-исследовательский институт селекции плодовых культур.

## Образование
- Мезенский лицей Архивная копия от 15 мая 2021 на Wayback Machine.
- Паньковская основная общеобразовательная школа Архивная копия от 6 мая 2021 на Wayback Machine.
- Новоселовская основная общеобразовательная школа Архивная копия от 16 мая 2021 на Wayback Machine.
- Жилинская средняя общеобразовательная школа Архивная копия от 6 августа 2020 на Wayback Machine.
- Мезенский педагогический колледж Архивная копия от 17 декабря 2018 на Wayback Machine[15].

## Медицинские учреждения
- Плещеевская центральная районная больница.

- Жилинская амбулатория.

## Отдых и туризм
Санаторно-гостиничный комплекс "Дубрава" Архивная копия от 5 января 2022 на Wayback Machine
Гостинично-ресторанный комплекс "Мечта" Архивная копия от 13 августа 2010 на Wayback Machine

## Достопримечательности
- Церковь Целителя Пантелеймона в селе Плещеево.
- "Тайное городище" - остатки древнерусской крепости, расположено на высоком берегу реки Ока, рядом с деревней Тайное.
- Древнее городище на берегу реки Неполодь, остатки крепостного вала. Предположительно является остатками древнего города Звенигорода - столицы Звенигородского удельного княжества.[www.geocaching.su/?pn=101&cid=1127 [1]]/.